# Jewish Encyclopedia
Jewish Encyclopedia (Židovská encyklopedie) je encyklopedie, jejíž původní verzi vydalo v letech 1901–1906 newyorské vydavatelství Funk and Wagnalls. Ve dvanácti svazcích obsahuje 15 000 článků o dějinách, kultuře a náboženství židů až do roku 1901. Dnes je tato encyklopedie volně přístupná na internetu jako volné dílo.
Přestože byla vydána již před více než 100 lety, je Jewish Encyclopedia i dnes mezi odborníky pro svou vysokou akademickou úroveň uznávána. Některé údaje jsou již zastaralé, ale mnoho materiálu má pro hebraisty a judaisty stále velkou hodnotu.